# إيفان كورتوسيتش
إيفان كورتوسيتش (28 أبريل 1984) لاعب كرة قدم صربي يلعب حاليا لصالح نادي سلوغا كرالييفو الصربي في مركز الوسط المحوري من 2015 كما يجيد اللعب في مركز الوسط المدافع.

## روابط خارجية
- إيفان كورتوسيتش على موقع قاعدة بيانات كرة القدم.إي يو (الإنجليزية)
- إيفان كورتوسيتش على موقع Soccerway.com (الإنجليزية)